# Гранквист, Андреас
Андре́ас Гра́нквист (швед. Andreas Granqvist; 16 апреля 1985, Хельсингборг, Швеция) — шведский футболист, игравший на позиции центрального защитника.
Выступал за сборную Швеции.

## Карьера

### Клубная
Профессиональную карьеру начал в 2004 году в «Хельсингборге», за который отыграл 74 матча и забил 1 мяч, после чего, в январе 2007 года, перешёл на правах аренды в английский клуб «Уиган Атлетик», с которым 19 июня того же года заключил двухлетний контракт. 12 марта 2008 года вернулся в родной «Хельсингборг», за который выступал на правах аренды до июня 2008 года.
В июле 2008 подписал контракт с нидерландским клубом «Гронинген» на 4 года. В «Гронингене» образовал с Джибрилом Санко основную связку центральных защитников, а также забил несколько голов (первый — 14 сентября 2008 года в ворота «Утрехта»). В сезоне 2008/09 пропустил лишь 2 матча из-за красных карточек. В 2010 году Джибрил Санко покинул «Гронинген», поэтому в сезоне 2010/11 Гранквист играл в паре с бельгийцем Йонасом Ивенсом. Особенно отличился в сезоне 2010/11, когда забил в чемпионате Нидерландов 11 мячей.
15 июня 2011 года перешёл в итальянский клуб «Дженоа», сумма трансфера составила 2 млн евро, контракт рассчитан на 4 года.
В апреле 2012 появилась информация о том, что Гранквистом интересуется «Милан».
16 августа 2013 было объявлено о переходе Гранквиста в «Краснодар». Контракт был рассчитан на 3 года. Стал лучшим игроком «Краснодара» в июле 2015 года по мнению болельщиков клуба. В ноябре 2014 года был признан защитником года в Швеции.
В ноябре 2017 года был признан игроком года в Швеции.
Зимой 2018 года «Краснодар» предложил Гранквисту двухлетний контракт с заработной платой в 3,5 млн евро в год, но тот отказался, предпочтя после завершения контракта возвратиться в Швецию.
28 января 2018 года «Хельсингборг» на официальном сайте объявил о подписании контракта с Гранквистом, соглашение рассчитано на 3,5 года в качестве игрока плюс 3 года на посту спортивного директора. Гранквист покинул «быков» после завершения сезона 2017/2018 на правах свободного агента.

### В сборной
Выступал за молодёжную (до 21 года) сборную Швеции. Дебютировал в молодёжной сборной 27 апреля 2004 года в товарищеском матче с командой Хорватии. Играл в отборочных турнирах молодёжных чемпионатов Европы 2006 и 2007.
С 2006 года играет в составе национальной сборной Швеции. Дебютировал в сборной 23 января 2006 года в товарищеском матче с командой Иордании. Был включён в заявку на чемпионат Европы 2008 года, но на поле не выходил. В отборочном турнире к чемпионату мира 2010 был дублёром Улофа Мельберга и Даниеля Майсторовича и не играл. 7 сентября 2010 года в отборочном матче чемпионата Европы 2012 против Сан-Марино Мельберг был удалён с поля на 33-й минуте игры. После перерыва матча Эрик Хамрен выпустил на поле Гранквиста, и через 6 минут Гранквист забил гол ударом головой, замкнув подачу с углового. Гранквист отыграл 2 следующих отборочных матча, заменяя дисквалифицированного Мельберга. В первом из этих матчей, 12 октября 2010 года против Нидерландов, Гранквист вновь забил гол ударом головой, на этот раз замкнув навес со штрафного. Когда срок дисквалификации Улофа Мельберга закончился, Мельберг вернулся в стартовый состав сборной, а Гранквист вернулся на скамейку запасных.
В отборочном турнире чемпионата мира 2018 года забил три мяча — один в ворота в сборной Беларуси в гостях (4:0) и два мяча в ворота Люксембурга дома (8:0). На групповой стадии чемпионата мира в России, где Андреас был капитаном команды, принёс сборной Швеции голом с пенальти победу над сборной Республики Корея (1:0) в Нижнем Новгороде, а также забил с пенальти один из трёх мячей мексиканцам (3:0) в Екатеринбурге.
В 2021 году был включён в заявку сборной Швеции на чемпионат Европы и выбран капитаном команды.

## Достижения

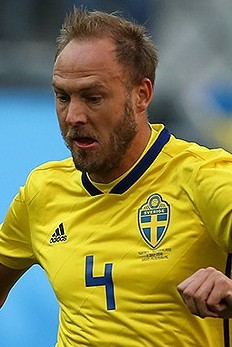
Гранквист на чемпионате мира 2018 года

### Клубные
Хельсингборг
- Обладатель Кубка Швеции: 2006

Краснодар
- Финалист Кубка России: 2013/14

### Личные
- В списках 33 лучших футболистов чемпионата России : № 1 (2015/2016).

## Статистика выступлений

### Клубная
| Выступление      | Выступление      | Выступление      | Чемпионат | Чемпионат | Кубки | Кубки | Прочие | Прочие | Итого | Итого |
| Клуб             | Лига             | Сезон            | Игры      | Голы      | Игры  | Голы  | Игры   | Голы   | Игры  | Голы  |
| ---------------- | ---------------- | ---------------- | --------- | --------- | ----- | ----- | ------ | ------ | ----- | ----- |
| Хельсингборг     | Аллсвенскан      | 2004             | 21        | 0         | 0     | 0     | 0      | 0      | 21    | 0     |
| Хельсингборг     | Аллсвенскан      | 2005             | 26        | 1         | 0     | 0     | 0      | 0      | 26    | 1     |
| Хельсингборг     | Аллсвенскан      | 2006             | 25        | 0         | 0     | 0     | 5      | 0      | 30    | 0     |
| Хельсингборг     | Итого            | Итого            | 72        | 1         | 0     | 0     | 5      | 0      | 77    | 1     |
| Уиган Атлетик    | Премьер-лига     | → 2006/07        | 0         | 0         | 1     | 0     | 0      | 0      | 1     | 0     |
| Уиган Атлетик    | Премьер-лига     | 2007/08          | 14        | 0         | 2     | 0     | 0      | 0      | 16    | 0     |
| Уиган Атлетик    | Итого            | Итого            | 14        | 0         | 3     | 0     | 0      | 0      | 17    | 0     |
| Хельсингборг     | Аллсвенскан      | 2008             | 11        | 1         | 0     | 0     | 0      | 0      | 11    | 1     |
| Хельсингборг     | Итого            | Итого            | 11        | 1         | 0     | 0     | 0      | 0      | 11    | 1     |
| Гронинген        | Высший дивизион  | 2008/09          | 32        | 4         | 3     | 1     | 4      | 0      | 39    | 5     |
| Гронинген        | Высший дивизион  | 2009/10          | 32        | 6         | 3     | 1     | 2      | 0      | 37    | 7     |
| Гронинген        | Высший дивизион  | 2010/11          | 32        | 11        | 4     | 1     | 4      | 0      | 40    | 12    |
| Гронинген        | Итого            | Итого            | 96        | 21        | 10    | 3     | 10     | 0      | 116   | 24    |
| Дженоа           | Серия А          | 2011/12          | 28        | 1         | 2     | 0     | 0      | 0      | 30    | 1     |
| Дженоа           | Серия А          | 2012/13          | 36        | 1         | 1     | 0     | 0      | 0      | 37    | 1     |
| Дженоа           | Итого            | Итого            | 64        | 2         | 3     | 0     | 0      | 0      | 67    | 2     |
| Краснодар        | РФПЛ             | 2013/14          | 20        | 1         | 3     | 0     | 0      | 0      | 23    | 1     |
| Краснодар        | РФПЛ             | 2014/15          | 27        | 0         | 2     | 0     | 9      | 1      | 38    | 1     |
| Краснодар        | РФПЛ             | 2015/16          | 29        | 1         | 3     | 1     | 12     | 1      | 44    | 3     |
| Краснодар        | РФПЛ             | 2016/17          | 29        | 0         | 2     | 2     | 12     | 1      | 43    | 3     |
| Краснодар        | РФПЛ             | 2017/18          | 29        | 1         | 0     | 0     | 4      | 1      | 33    | 2     |
| Краснодар        | Итого            | Итого            | 134       | 3         | 10    | 3     | 37     | 4      | 181   | 10    |
| Хельсингборг     | Аллсвенскан      | 2018             | 2         | 0         | 0     | 0     | 0      | 0      | 2     | 0     |
| Хельсингборг     | Итого            | Итого            | 2         | 0         | 0     | 0     | 0      | 0      | 2     | 0     |
| Всего за карьеру | Всего за карьеру | Всего за карьеру | 393       | 28        | 26    | 6     | 52     | 4      | 471   | 38    |

### Сборная
| Швеция | Швеция | Швеция |
| Год    | Игры   | Голы   |
| ------ | ------ | ------ |
| 2006   | 1      | 0      |
| 2007   | 1      | 0      |
| 2008   | 2      | 0      |
| 2009   | 1      | 0      |
| 2010   | 4      | 2      |
| 2011   | 6      | 0      |
| 2012   | 12     | 0      |
| 2013   | 5      | 0      |
| 2014   | 8      | 0      |
| 2015   | 8      | 0      |
| 2016   | 12     | 1      |
| 2017   | 9      | 3      |
| 2018   | 7      | 2      |
| Всего  | 76     | 8      |

#### Голы Гранквиста за сборную Швеции
| № | Дата        | Место                                            | Соперник         | Гол | Счёт | Соревнование               |
| - | ----------- | ------------------------------------------------ | ---------------- | --- | ---- | -------------------------- |
| 1 | 7 сен 2010  | Сведбанк, Мальмё, Швеция                         | Сан-Марино       | 4-0 | 6-0  | Отбор Евро-2012 (группа Е) |
| 2 | 12 окт 2010 | Амстердам Арена, Амстердам, Нидерланды           | Нидерланды       | 1-4 | 1-4  | Отбор Евро-2012 (группа Е) |
| 3 | 24 мар 2016 | Анталья Стэдиум, Анталья, Турция                 | Турция           | 1-1 | 1-2  | Товарищеский матч          |
| 4 | 18 июн 2018 | Стадион Нижний Новгород, Нижний Новгород, Россия | Республика Корея | 1-0 | 1-0  | ЧМ 2018. Группа F          |